# 산화 철(II)
산화 철(II) (Iron(II) oxide, ferrous oxide) 또는 일산화철(1산화철) 또는 산화제일철(산화제1철)은 철 원자에 산소 원자 하나가 결합한 산화 철로, 화학식은 FeO이다. 상온에서 검은색 가루로 존재한다. 산화 철(II)의 광물은 주로 뷔스타이트로 알려져있다.

## 제조
산화 철(II)는 수산화 철(II)을 진공에서 가열하여 제조할 수 있다.
FeC2O4 → FeO + CO + CO2
화학량론적으로 산화철(II)는 Fe0.95O를 770 °C와 36 kbar에서 가열하여 제조할 수 있다.

## 반응
FeO는 열역학적으로 575 °C 이하에서 불안정하며, 불균등화 반응으로 금속과 산화 철(II,III)(Fe3O4)을 생성한다.
4FeO → Fe + Fe3O4

## 구조
산화 철(II)는 암염 구조를 가진 등축정계 구조를 가지며, 철 원자와 산소 원자가 정팔면체의 형태로 위치해 있는 형태이다.

## 존재
산화 철(II)는 맨틀에서 약 9%를 차지한다.

## 사용
산화 철(II)는 안료로도 쓰인다. FDA 허가를 받아 화장품이나 문신용 잉크에도 쓰인다. 또한 어항의 인산염을 거르기 위해서도 쓰인다.

## 같이 보기
- 제일철
- 산화 철
- 산화 철(III)
- 산화 철(II,III)
- 철(II)